# Чо Мен Хи
Чо Мен Хи (кор. 조명희; 10 августа 1894, дер. Пёгамни, уезд Чинчхон, провинция Чхунчхон-Пукто, Корейская империя — 11 апреля 1938, СССР) — корейский писатель, поэт. Один из создателей современной корейской литературы и идеолог Корейской федерации пролетарского искусства.

## Биография

### Ранние годы
Родился в 1894 году в Корее, в деревне Пёгамни, в семье обедневшего дворянина и философа. Окончил философский факультет Восточного института в Токио.

### Политика
Участник Мартовского антияпонского восстания в Корее в 1919 году.
В 1925 году принял участие в создании Корейской ассоциации пролетарских писателей (КАПП).
Как борец с японским милитаризмом под угрозой ареста в 1928 году эмигрировал в СССР.
Расставание с Кореей переживал очень болезненно, эти настроения отражены в рассказе «Нактонган»: «Растянувшись на семьсот ли, несет свои бурные воды река Нактонган…Река тысячелетиями текла здесь, и люди жили на её берегах также тысячелетиями. Неужели мне уготована печальная участь расстаться с этой рекой. Навсегда распрощаться с друзьями».
В 1934 году по предложению Александра Фадеева Чо Мен Хи приняли в члены Союза писателей СССР.
17 сентября 1937 года был арестован органами НКВД по анонимному письму, где его обвиняли «в шпионаже и японофильских настроениях».
15 апреля 1938 года постановлением «тройки» был приговорен к расстрелу по обвинению в предательстве интересов советского народа и шпионаже в пользу Японии, 11 мая расстрелян.
В 1956 году реабилитирован за отсутствием состава преступления, о чём вдове поэта сообщил лично председатель Президиума Верховного Совета СССР К. Е. Ворошилов, пригласив её на встречу в Кремль. В свидетельстве о реабилитации было указано, что писатель скончался 20 февраля 1942 года от флегмоны, впоследствии родственники Чо Мен Хи добились выдачи нового свидетельства о смерти, соответствующего действительности.

### Творческий путь
Основатель жанра реалистической лирико-философской поэмы. За что получил прозвище «Корейский Маяковский»
В 1922 году Чо Мен Хи организовал кружок писателей-революционеров «Общество Искра» («Емгунса»), в 1923 г. присоединился к литературному объединению «Искусство во имя жизни».
Первый сборник стихов «На весеннем лугу» был издан в Сеуле в 1924 году.
Переводил на корейский Маяковского.
Главное творческое наследие Чо Мен Хи — поэмы «Над ковыльным полем» и «Растоптанная Корея» (1931 г.)
Корея уж столько лет живет в тюрьме
Униженная и растоптанная.
Но лишь рожденная в борьбе и муках
Корея та, что будет жить в веках.
Проза:
Рассказы «К земле» (1923), «Товарищ» (1926), «Низкое атмосферное давление» (1926), «Река Нактонган» (1927). К этому же периоду относится весь мемуарно-автобиографический цикл — рассказы «О моей жизни», «Рассказ-дневник», «Фрагменты из биографии».
В 1937 г. Чо Мен Хи написал роман «Манчжурские партизаны», посвящённый корейскому партизанскому движению на северо-востоке Китая. Однако после ареста рукопись была утеряна безвозвратно.

## Семья
Чо Чже-ман — дед, пастор в Чхонджу.
Чо Пён-хэнг (1825 — 1898) — отец, военный офицер.
Чон Ён-ил — мать.
Братья — Чо Гон Хи (сводный брат) — ученый и поэт, Чо Гён Хи, Чо Тхэ Хи. Племянник Чо Пёгам— знаменитый корейский поэт. 
Первая жена - Мин Сик.
Вторая жена — Хван Мёнг Хи, дети: Чо Сон А (дочь Чо (Тё) Валентина Мёнгхиевна), Чо Сон Ин (сын Чо Михаил), Чо (Тё) Владимир (сын).
Прямым внуком писателя Чо Мен Хи является один из крупнейших российских бизнесменов, акционер, председатель совета директоров строительного холдинга Capital Group Павел Владимирович Тё.